# Чернявское (озеро)
Чернявское (устар. Юля-ярви, устар. Ахи-ярви; фин. Yläjärvi — верхнее озеро; фин. Ahjärvi) — озеро, расположенное в Выборгском районе Ленинградской области.
Площадь — 0,6 км². Вытекает ручей Чернявский, приток реки Волочаевка.
У озера расположены посёлок Чернявское, посёлок Ольшаники, пансионат «Ольшаники».

## Этимология
Советское название бывшее финское озеро получило от названия посёлка Чернявское, а тот — в память гвардии лейтенанта И. А. Чернявского, погибшего в июне 1944 года в районе Кивеннапы.

## Данные водного реестра
По данным геоинформационной системы водохозяйственного районирования территории РФ, подготовленной Федеральным агентством водных ресурсов: код водного объекта — 01040300211102000012080.